# Neusis

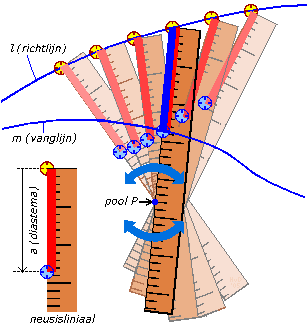
Neusis constructie

De neusis is een meetkundige constructiemethode, in de Oudheid gebruikt door Griekse wiskundigen.

## Meetkundige constructie
Bij een neusis (van Grieks neuein = 'gericht zijn naar'; meervoud: neuseis) wordt een lijnstuk met gegeven lengte (a) ingepast tussen twee gegeven lijnen (l en m), zodat (het verlengde van) het lijnstuk door een gegeven punt P gaat. Het ene uiteinde van het lijnstuk komt dus te liggen op l, het andere op m, terwijl het lijnstuk "gericht" is naar het punt P.
De neusisconstructie wordt uitgevoerd met een 'neusisliniaal': een liniaal met schaalverdeling die kan roteren om het punt P (bijvoorbeeld doordat er in het punt P een punaise is gestoken waar de liniaal tegenaan gedrukt wordt gehouden). Het uiteinde van de liniaal waar zich het nulpunt van de schaalverdeling bevindt (in de figuur aangegeven met een geel oogje), wordt langs lijn l bewogen, net zo lang tot het punt van de schaalverdeling dat overeenkomt met de gewenste lengte a (aangegeven met een blauw oogje), de lijn m kruist. Het aldus geconstrueerde lijnstuk (het resultaat van de neusis) is in de afbeelding aangegeven als een donkerblauw balkje.
Het punt P heet de 'pool' van de neusis, de lijn l de 'richtlijn', de lijn m de 'vanglijn'. De lengte a heet diastema (Grieks: 'afstand').

## Nut van de neusis
Het belang van de neusis is dat daarmee soms meetkundige vraagstukken zijn op te lossen die met passer en liniaal niet oplosbaar zijn, zoals de verdeling van een hoek in drie gelijke delen (trisectie), of de constructie van een regelmatige zevenhoek (heptagon). Een wiskundige als Archimedes van Syracuse (287-212 v.Chr.) paste neuseis naar hartenlust toe. Toch raakte de techniek langzamerhand in ongenade.

## Afnemende populariteit
De wetenschapshistoricus T.L. Heath heeft geopperd dat de wiskundige Oenopides (ca. 440 v.Chr.) als eerste ervoor heeft gepleit dat neusisconstructies waar mogelijk moesten worden vervangen door constructies met passer en liniaal. Dat principe raakte mogelijk wijder verbreid via de wiskundige Hippocrates van Chios (ca. 430 v.Chr.), een eilandgenoot van Oenopides en schrijver van (voor zover bekend) het eerste systematisch opgebouwd meetkundeboek in de geschiedenis. Honderd jaar later meed ook Euclides in zijn zeer invloedrijke meetkundeleerboek de neusis.
Een volgende aanval op de neusis kwam toen Plato's ideeënleer vanaf de vierde eeuw v.Chr. steeds meer invloed kreeg. Dat werkte in de hand dat er zich geleidelijk een hiërarchie ontwikkelde van drie klassen meetkundige constructies. De eerste klasse was het meest "abstract", de laatste was het meest "mechanisch en aards":
1. constructies met alleen rechte lijnen en cirkels (passer en liniaal);
2. constructies waarbij bovendien kegelsneden werden gebruikt (ellipsen, parabolen, hyperbolen);
3. constructies waarbij nog andere constructiemiddelen nodig waren, zoals neuseis.

Uiteindelijk bleven neuseis alleen nog aanvaardbaar als de twee andere, "hogere" categorieën niet tot resultaat leidden. Ze werden daarmee een soort paardenmiddel dat alleen in uiterste nood werd ingezet, als meer eerbiedwaardige technieken faalden. Als een neusis werd gebruikt terwijl het ook zonder kon, dan bestempelde de wiskundige Pappos (ca. 325 na Chr.) dat als een "niet onaanzienlijke fout".

## Toepassing

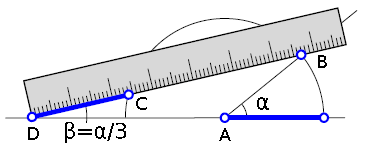
Driedeling van de hoek volgens Archimedes.

Archimedes gaf een mogelijkheid voor de driedeling van de hoek met neuseis. Het punt B is de pool. De straal AB van de halve cirkel is gelijk aan het gemarkeerde deel CD van de liniaal. Het punt C ligt op de halve cirkel en het punt D op de verlengde middellijn. De driehoeken DAC en ABC zijn gelijkbenig, dus is 
{\displaystyle \angle {\text{ADC}}=\angle {\text{DAC}}=\beta }
{\displaystyle \angle {\text{BAC}}=180^{\circ }-\alpha -\beta =180^{\circ }-4\beta }
Daaruit volgt:
{\displaystyle \alpha =3\beta }